# Březule

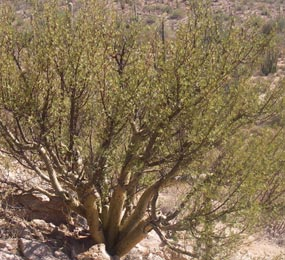
Březule na okraji Sonorské pouště (Bursera microphylla)

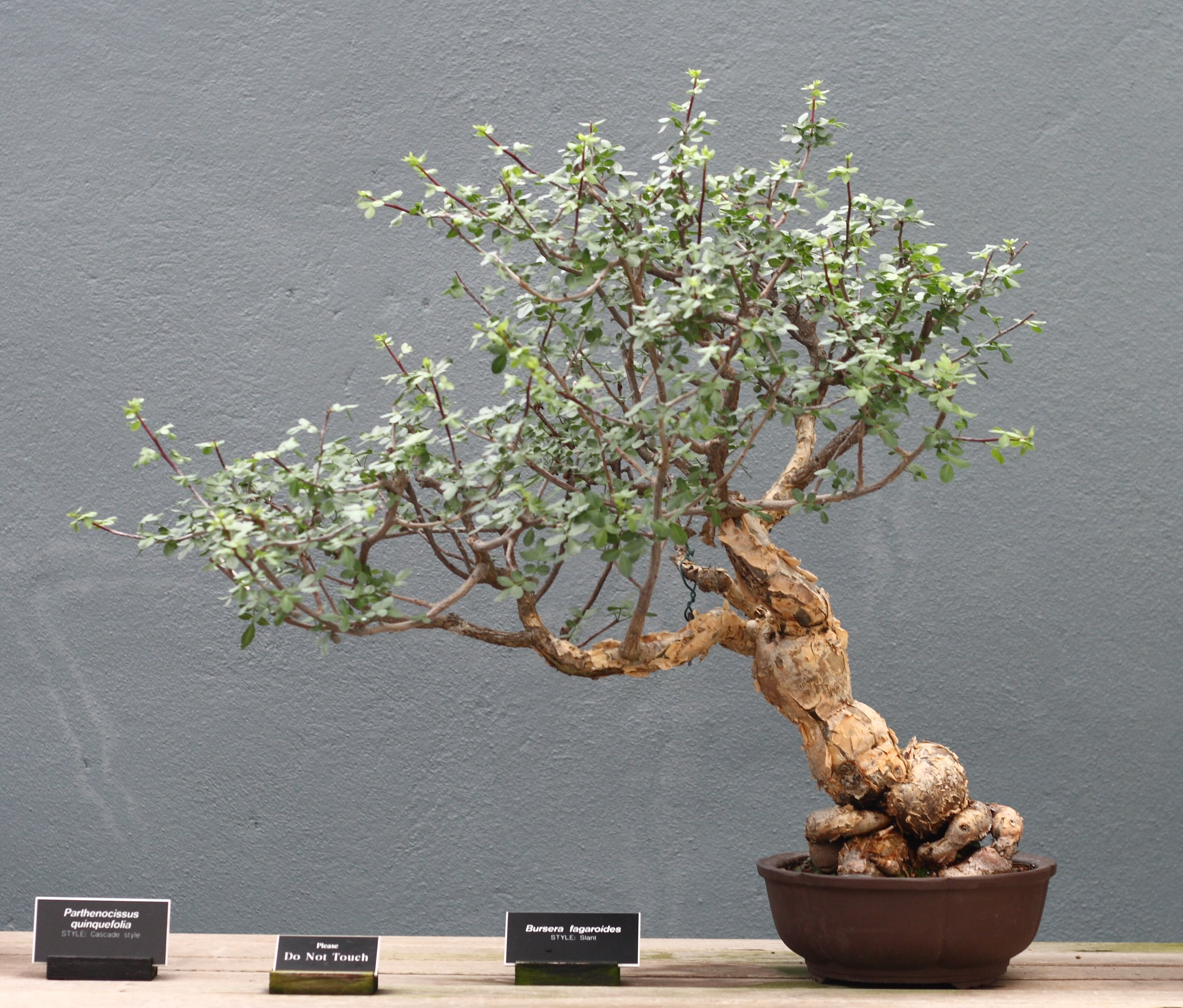
Bonsaj z březule Bursera fagaroides

Březule (Bursera) je rod tropických a subtropických stromů nebo keřů s terpenoidními výměšky z kůry a listů.

## Historie, rozšíření
Březule je starý rod, fylogenetické studie za pomoci ribozomální RNA naznačují, že současné druhy mají společného předka z doby před 66 až 74 mil. let, kdy byl tento rod rozšířen i mimo území Severní Ameriky. Počty novějších druhů se podstatně zvýšily před 30 mil. a vrcholu dosáhly asi před 10 až 17 mil. let. Předpokládá se, že zrod nynějších druhů se uskutečnil v Mexiku a postupně proběhla jejich diverzifikace.
Rod zahrnuje přibližně 100 druhů, jejich zeměpisná distribuce sahá od jihozápadu Spojených států severoamerických přes Mexiko, Střední Ameriku, Karibik až po Peru v Jižní Americe, včetně Galapág. V samotném Mexiku roste asi 85 druhů, z nichž asi 75 je endemitických.
Více než polovina z těchto druhů roste pouze zhruba na osmině rozlohy Mexika, na území tří mexických států Michoacán, Guerrero a Oaxaca které se nacházejí na jihovýchodě Mexika u Tichého oceánu, kde je málo dešťových srážek. Rostou většinou v křovinaté savaně, kde se vyskytují společně se sukulenty, nebo v suchém subtropickém či tropickém lese. Menší počet druhů roste ve vlhkých tropických pralesích a některé dokonce jako epifyty na jiných stromech.

## Popis
Jsou to převážně opadavé stromy nízké až střední velikosti nebo keře s odlupující se kůrou z kmene nebo větví, některé druhy mají ztluštělé kmeny. Mnoho druhů má kůru výrazně zbarvenou. Listy opadávají v období sucha nebo zimy, chlad a současně vlhko rostliny nesnášejí. Mají ve své kůře, dřevu i listech kanálky s pryskyřicemi nebo s balzámem, které se vyvinuly jako ochrana proti spásání hmyzem (konkrétně dřepčíci z čeledě mandelinkovitých).
Střídavé, jednoduché, většinou ale zpeřené listy vyrůstají na koncích větví, bývají veliké od 1 do 50 cm. Jsou jednou nebo dvakrát zpeřené se 3 nebo více lístky celokrajnými nebo pilovitými. Často bývají blanité nebo kožovité, s průsvitnými tečkami.
Jsou to rostliny převážně dvoudomé, funkční samčí i samičí květy jsou na jiných rostlinách. Malé květy, vyrůstající většinou dřív než listy, jsou bělavé barvy. Kalich bývá 3 až 6 laločný, koruna mívá stejný počet drobných, volných lístků. Samčí květy mají 6 až 12 tyčinek s prašníky, samičí květy mají velmi krátké čnělky a semeníky se 3 až 5 pouzdry. Květy rostou samostatně nebo v květenstvích.
Plody jsou jednosemenné peckovice nebo tobolky tvaru téměř kulovitého nebo vejčitého. Zralé plody mívají červenou barvu.

## Využití
Některé druhy rodu březule, např. Bursera graveolens nebo Bursera microphylla, poskytují po nařezání kůry rovněž vonné pryskyřičné tekutiny které po styku se vzduchem tuhnou a vznikají z nich obdobné látky jako je kadidlo a myrha. Shodně jako u rodů kadidlovník a myrhovník, které jsou ze stejné čeledě. Při srovnání s kadidlem a myrhou je kvalita těchto látek horší a také získaná množství jsou menší. V předkolumbovské Americe tyto látky hojně sloužily k magicko-náboženským obřadům a k léčbě nemocných. V současné době zůstalo jen to druhé využití. Používá se také různých vydestilovaných pryskyřičných silic v moderních aromoterapiích k uklidnění podráždění, stresu, snížené svalového napětí i pro zklidnění spánku. Z březule (Bursera glabrifolia) se získává kvalitní natěračská pryskyřice kopál.
Březule balzámová (Bursera simaruba), mohutný strom s odlupující se načervenalou kůrou, se často vysazuje ve Střední Americe a Karibiku na volná prostranství, jako strom spolehlivě kořenící a rychle rostoucí, pro zajištění stínu. Některé druhy březulí, např. Bursera fagaroides jsou oblíbené pro svou bizarnost, nenáročnost a pomalý růst a pěstují se jako bonsaje nebo mívají svá místa ve sbírkách sukulentů.